# Comuna Velîka Mociulka, Teplîk
Velîka Mociulka (în ucraineană Велика Мочулка) este o comună în raionul Teplîk, regiunea Vinnița, Ucraina, formată din satele Panciîșîne, Șevcenka și Velîka Mociulka (reședința).

## Demografie
Componența lingvistică a satului Velîka Mociulka
     Ucraineană (98,66%)
     Alte limbi (0,97%)
Conform recensământului din 2001, majoritatea populației satului Velîka Mociulka era vorbitoare de ucraineană (98,66%), existând în minoritate și vorbitori de alte limbi.